# Mikołaj Sapieha (1558-1638)
Pour les articles homonymes, voir Mikołaj Sapieha et Maison Sapieha.
Mikołaj Sapieha  (1558-1638), magnat de Pologne-Lituanie, membre de la famille Sapieha, voïvode de Minsk (1611) et de Nowogródek (1618),

## Biographie
Mikołaj est le fils de Bohdan Pawłowicz Sapieha (mort en 1599) et de Maryna Kapusta.
À partir de 1582, il étudie à Bologne, Rome et Orléans. Après son retour, en 1588, il devient chambellan de Grodno. En 1596, il est envoyé en Suède avec une mission diplomatique, afin de négocier pour les droits de Sigismond III Vasa au trône de Suède. En 1603, il est député à la Diète et maintient des relations étroites avec le chancelier Lew Sapieha.
De 1608 à 1609, il se repose dans des établissements de santé à Cieplice et Karlsbad. En 1611, il est nommé voïvode de Minsk et de Nowogródek en 1618. En 1620, il est de nouveau envoyé à la Diète. En 1623, il est de nouveau envoyé en mission de négociation en Suède, mais refuse pour raison de santé. En 1632, il participe à la diète de convocation et participe à la préparation de la guerre de Smolensk à laquelle il envoie son fils Tomasz.
Il meurt en février 1638 et est inhumé à Pietuchowo.

## Mariages
Mikołaj Sapieha épouse Raina Dorohostajska
Il épouse ensuite Zofia Dembowska qui lui donne pour enfants:
- Tomasz (1598-1646)
- Kazimierz Mikołaj (pl) (1617-1639)